# Wilhelm von Giesebrecht
Friedrich Wilhelm Benjamin von Giesebrecht (født 5. marts 1814 i Berlin, død 18. december 1889 i München) var en tysk historiker, søn af Karl Giesebrecht, bror til Ludwig Giesebrecht.
von Giesebrecht blev 1857 professor i historie i Königsberg og 1862 i München. Han hørte til den ældre gruppe af Rankes elever, blev medarbejder ved Monumenta Germaniæ Historica og offentliggjorde en række lærde afhandlinger, før han 1855 udgav første bind af sit hovedværk Geschichte der deutschen Kaiserzeit (6 bind, 1855—95).
von Giesebrechts store lærdom forenedes her med en fortræffelig fremstilling, og skildringen af den tyske middelalders storhedstid bars af en begejstret patriotisme, så værket modtogs med stort bifald. I 1865 adledes han af den bayerske konge.